# Marc Goldfeder
Marc Goldfeder est un chef d'orchestre, pianiste, arrangeur et compositeur français.
Il est le compositeur de la musique générique du Téléthon. Il a également composé la musique de trois spectacles pour deux parcs d'attraction français[réf. nécessaire]. Il a travaillé avec les plus grands tels que Ray Charles[réf. nécessaire].